# 大橋通停留場
大橋通停留場（おおはしどおりていりゅうじょう）は、高知県高知市本町にあるとさでん交通伊野線の路面電車停留場。

## 歴史
当停留場は1904年（明治37年）5月、とさでん交通の前身である土佐電気鉄道によって路面電車が開業した当初より存在する停留場である。開業当時は本町下二丁目停留場（ほんまちしもにちょうめていりゅうじょう）と称していたが、1949年（昭和24年）以前に大橋通停留場へと改称された。

### 年表
- 1904年（明治37年）5月2日：土佐電気鉄道本町線の堀詰 - 乗出間が開通[2]。同時に本町下二丁停留場として開業。
- 1949年（昭和24年）以前：大橋通停留場に改称[4]。
- 2010年（平成22年）4月2日：乗り場をバリアフリー化。
- 2014年（平成26年）10月1日：土佐電気鉄道が高知県交通・土佐電ドリームサービスと経営統合し、とさでん交通が発足[5]。とさでん交通の停留場となる。

## 停留場構造
大橋通停留場は伊野線の併用軌道区間にあり、ホームは道路上に設けられている。ホームは2面あり、東西方向に伸びる2本の線路を挟み込むように配されている。ただし互いのホームは交差点を挟んで東西方向にずれて位置しており、東にはりまや橋方面行きのホームが、西に伊野方面行きのホームがある。かつては交差点手前に位置していたが、2010年（平成22年）4月2日より位置を入れ替える形で交差点先に移設され、同時にバリアフリー化されている。

## 停留場周辺
停留場名にもなっている大橋通沿いには、高知市の台所とも称される大橋通商店街が広がっている。鮮魚や青果、総菜や乾物を扱う商店が軒を連ね、周辺の帯屋町、おびさんロード、天神橋通商店街、はりまや橋商店街などと併せて県内有数の商店街を構成している。付近には学校も多く立地し、人通りも多い。
北へ徒歩5分の距離にはひろめ市場がある。南の鏡川河畔には潮江天満宮が鎮座し、その参道前には大橋通の名の由来となった天神大橋が架かっている。
- 土佐女子中学校・高等学校
- 高知県立大学永国寺キャンパス
- 日本銀行高知支店
- 四国銀行帯屋町支店・中央支店
- 伊予銀行高知支店
- 東海東京証券高知支店
- NHK高知放送局
- NTT西日本高知支店
- 高知本町郵便局
- アニメイト高知
- オーテピア
- 国道32号
- 「大橋通」バス停留所
- 東横INN (仮)高知大橋通り（2026年2月開業予定[9]。）

## 隣の停留場
とさでん交通
伊野線
堀詰停留場 - 大橋通停留場 - 高知城前停留場
- 1977年（昭和52年）までは隣の堀詰停留場との間に中ノ橋通停留場が存在した。